# Markowskie
Markowskie (deutsch Markowsken, 1938–1945 Markau (Ostpr.)) ist ein Dorf in der polnischen Woiwodschaft Ermland-Masuren, das zur Landgemeinde Wieliczki (Wielitzken, 1938–1945 Wallenrode) im Powiat Olecki (Kreis Oletzko, 1933–1945 Kreis Treuburg) gehört.

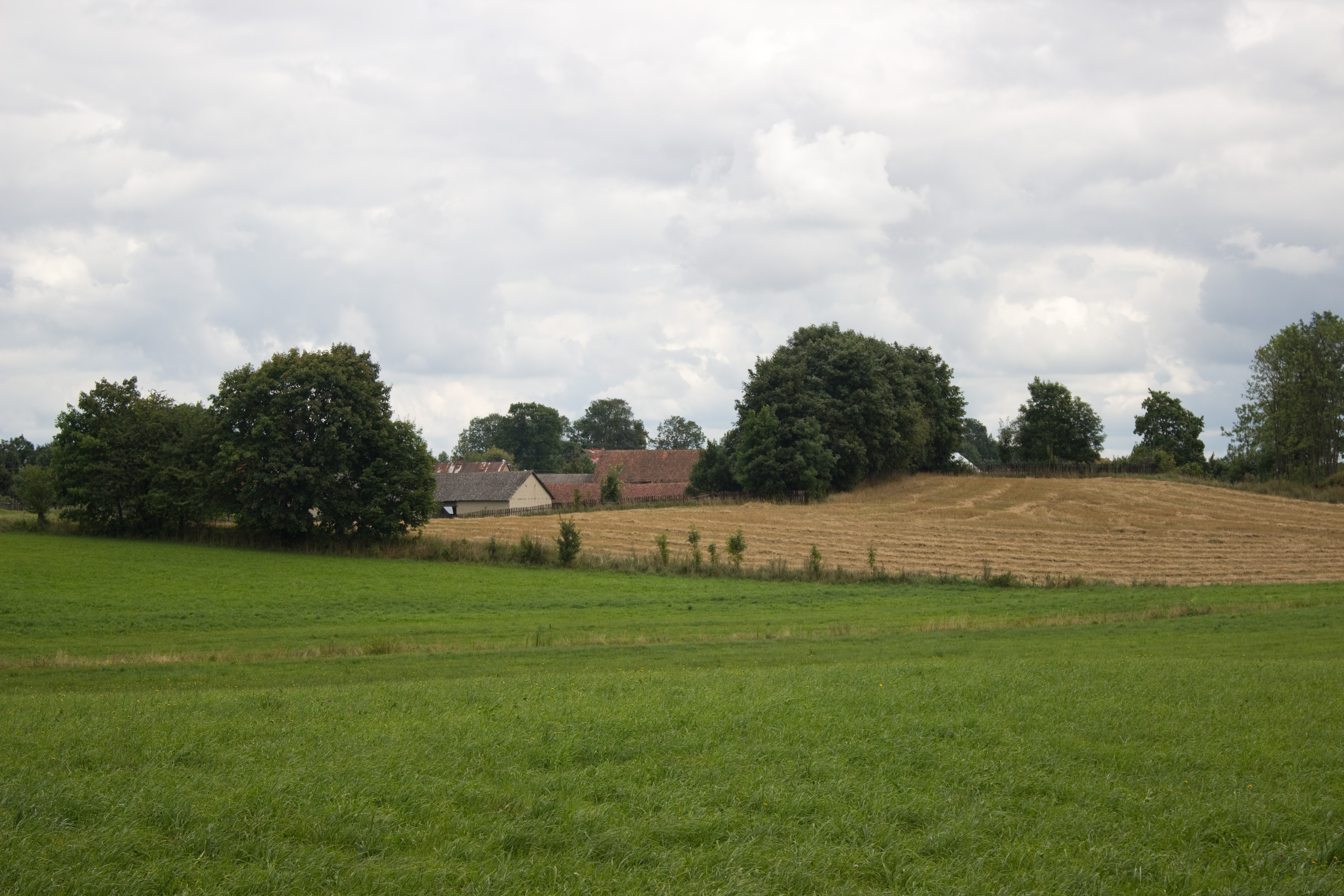
Blick auf Markowskie

## Geographische Lage
Markowskie liegt östlich des Markowskie Bagno (Markowskener ~/Markauer Wiese) im Osten der Woiwodschaft Ermland-Masuren, acht Kilometer südöstlich der Kreisstadt Olecko (Marggrabowa, umgangssprachlich auch Oletzko, 1928–1945 Treuburg).

## Geschichte
Das vor 1785 Marckoffsken und bis 1938 Markowsken genannte Dorf wurde vor 1600 gegründet und war ein weit gestreuter Ort. 
Am 27. Mai 1874 wurde es Amtsdorf und damit namensgebend für einen Amtsbezirk, der bis 1945 bestand und – 1938 in „Amtsbezirk Markau (Ostpr.)“ umbenannt – zum Kreis Oletzko (1933–1945: Landkreis Treuburg) im Regierungsbezirk Gumbinnen der preußischen Provinz Ostpreußen gehörte.
Markowsken verzeichnete im Jahr 1910 381 Einwohner. Ihre Zahl verringerte sich bis 1933 auf 337 und belief sich 1939 auf noch 304.
Aufgrund der Bestimmungen des Versailler Vertrags stimmte die Bevölkerung im Abstimmungsgebiet Allenstein, zu dem Markowsken gehörte, am 11. Juli 1920 über die weitere staatliche Zugehörigkeit zu Ostpreußen (und damit zu Deutschland) oder den Anschluss an Polen ab. In Markowsken stimmten 289 Einwohner für den Verbleib bei Ostpreußen, auf Polen entfiel keine Stimme.
Am 3. Juni 1938 wurde Markowsken aus politisch-ideologischen Gründen der Vermeidung fremdländisch klingender Ortsnamen in „Markau (Ostpr.)“ umbenannt.
In Kriegsfolge kam der Ort 1945 mit dem gesamten südlichen Ostpreußen zu Polen und erhielt die polnische Namensform „Markowskie“. Heute ist das Dorf Sitz eines Schulzenamtes (polnisch sołectwo) und eine Ortschaft im Verbund der Gmina Wieliczki (Wielitzken, 1938–1945 Wallenrode) im Powiat Olecki (Kreis Oletzko, 1933–1945 Kreis Treuburg), bis 1998 der Woiwodschaft Suwałki, seither der Woiwodschaft Ermland-Masuren zugehörig.

### Amtsbezirk Markowsken/Markau (1874–1945)
Der am 27. Mai 1874 gebildete Amtsbezirk Markowsken, den man am 13. September 1938 in „Amtsbezirk Markau (Ostpr.)“ umbenannte, bestand aus sechs Dörfern:
| Name        | Änderungsname 1938–1945 | Polnischer Name |
| ----------- | ----------------------- | --------------- |
| Krzysöwken  | (ab 1927:) Kreuzdorf    | Krzyżewko       |
| Markowsken  | Markau (Ostpr.)         | Markowskie      |
| Refusowisna | (ab 1921:) Rehfeld      | Godziejewo      |
| Ringen      |                         | Rynie           |
| Urbanken    |                         | Urbanki         |
| Woynassen   | Woinassen               | Wojnasy         |

## Soldatenfriedhof Markowsken (1914–1918)

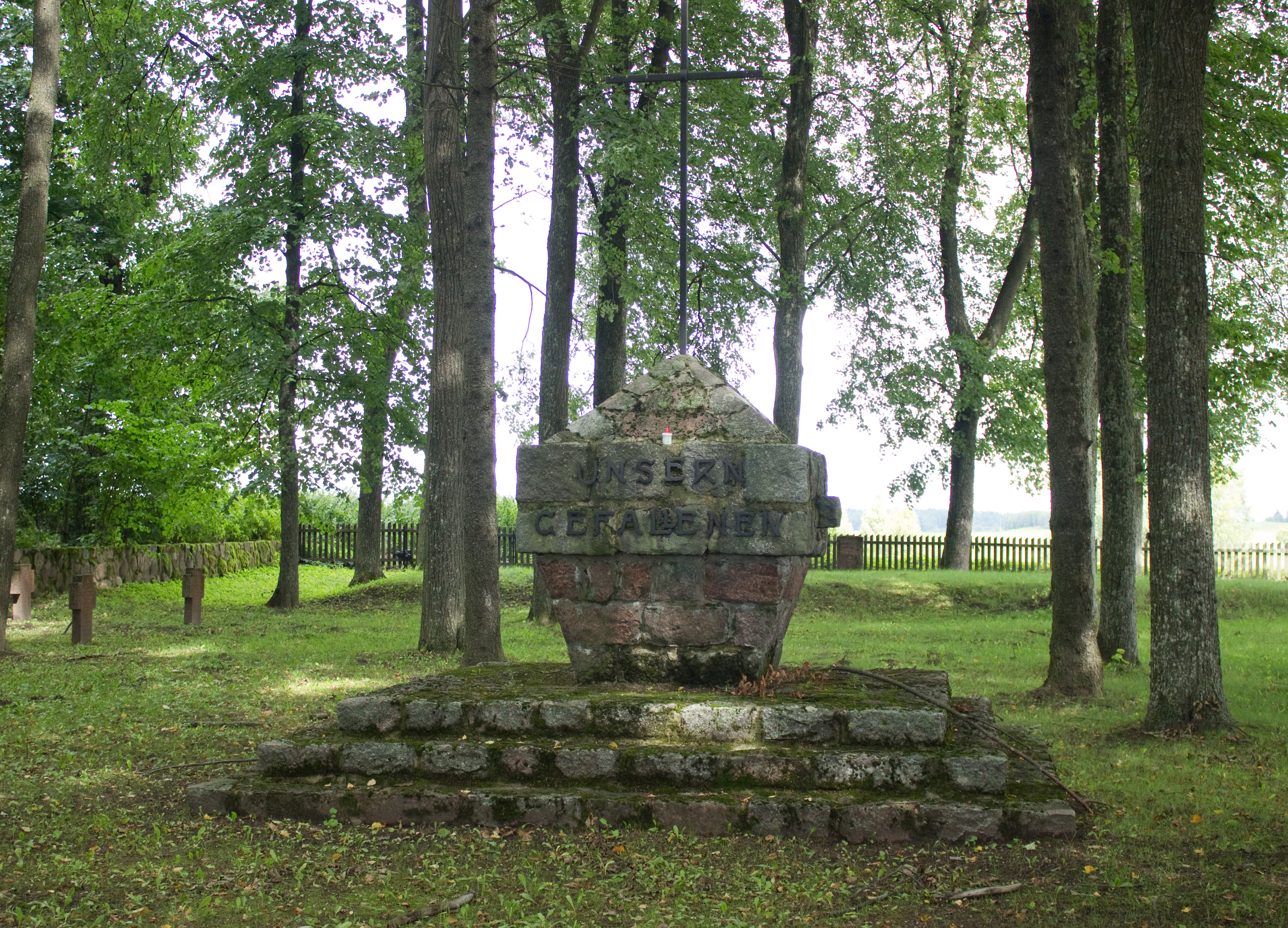
Gedenkstein auf dem Soldatenfriedhof in Markowskie

In Markowskie besteht ein Soldatenfriedhof, der an die Gefallenen der Jahre 1914 bis 1918 im Ersten Weltkrieg erinnert. Hier befinden sich die Ruhestätten deutscher und auch russischer Soldaten.

## Religionen
Markowsken war bis 1945 in die evangelische Kirche Wielitzken in der Kirchenprovinz Ostpreußen der Kirche der Altpreußischen Union sowie in die katholische Pfarrkirche Marggrabowa (Treuburg) im Bistum Ermland eingepfarrt.
Heute gehört Markowskie zur katholischen Pfarrkirche Wieliczki im Bistum Ełk der Römisch-katholischen Kirche in Polen. Hier lebende evangelische Kirchenglieder orientieren sich zu den Kirchen in Ełk (Lyck) bzw. Suwałki in der Diözese Masuren der Evangelisch-Augsburgischen Kirche in Polen.

## Verkehr
Markowskie liegt nördlich der Woiwodschaftsstraße DW 655 und ist von Wieliczki aus auf direktem Wege zu erreichen. Ebenso führt von Szczecinki (Sczeczinken, 1916–1945 Eichhorn) an der Woiwodschaftsstraße DW 653 (zwischen 1939 und 1944 deutsche Reichsstraße 127) eine Nebenstraße über Krupin (Krupinnen) nach Markowskie.
Die nächste Bahnstation ist Wieliczki Oleckie an der – allerdings nicht mehr regulär befahrenen – Bahnstrecke Olecko–Suwałki.